# 원추천인국
원추천인국(Rudbeckia bicolor)은 국화과 루드베키아속의 한해살이풀이다. 속명인 루드베키아로도 부른다. 원산지는 북아메리카이며 한국에는 1959년에 들어왔다. 높이는 30~50cm 가량이고 꽃은 지름 5~8 cm 정도의 크기이다.